# Línea 72 (Córdoba)
La Línea 72 es una línea de transporte urbano de pasajeros de la ciudad de Córdoba, Argentina. El servicio está actualmente operado por TAMSE.
Anteriormente el servicio de la línea 72 era denominado como E2 desde 2002 operado por la empresa Ciudad de Córdoba, hasta que el 1 de marzo de 2014, por la implementación del nuevo sistema de transporte público, la E2 se fusiona como 72 operado por la misma empresa, en 2015 tras la quiebra de la empresa, el corredor 7 y otros corredores pasan a Autobuses Santa Fe con el nombre de Autobuses Córdoba (Aucor), más tarde deja de existir y pasan a manos de ERSA Urbano donde está operó hasta el 1º de marzo de 2024 cuando pasó a manos de TAMSE empezando a operar el 9 de agosto del mismo año.

## Recorrido
Desde B° Miralta – B° Residencial Chateau Carreras – B° Don Bosco. 
 Servicio diurno.
IDA: De Lola Mora y Agustín Garzón – por ésta – Callao – Av. Renacimiento – Mario Bravo – Argandoña – Río Uruguay – Pje Mar Chiquita – Río de la Plata – Pje. Sáenz Peña – Martin Cartechini – López y Planes – Diego de Torres – San Jerónimo – Bernardo de Irigoyen – Obispo Maldonado – Cruce Puente Maldonado – Alejandro Carbó – República Dominicana – Juan Larrea – Salto – Roma – 25 de Mayo – Bv. Guzmán – Bv. Juan Domingo Perón – San Jerónimo – Bv. Chacabuco – Av. Maipú – Sarmiento – Humberto Primo- Nicolás Avellaneda – Av. Colón – Esperanto – Santa Rosa – Domingo Zipolí – Bv. Juan Piñero – Av. Duarte Quirós – Av. Colón – Tropezón – Colectora Carcano Fte. Gama.REGRESO: (Comienza vuelta redonda) Colectora Av. Carcano Fte. Gama – por esta – Rotonda Frente Estadio Kempes – Colectora Oeste – Ingreso Feriar – Soldado Ramon Angel Cabrera – Av. Del Piamonte – Colectora Oeste – Av. Mahatma Gandhi – Santiago Costamagna – Nicolas Mascardi – Esteban Pagliere – Cardenal Juan Cagliero – Av. Ejército Argentino – Av. Colón – Av. Duarte Quirós – Bv. Juan Piñero – Domingo Zipolí – Av. Colón – Av. Emilio Olmos – Puente Olmos – Av. 24 de Septiembre – Av. Gral. Francisco Ortiz de Ocampo – Rosario de Santa Fe – Juan Larrea – República Dominicana – Alejandro Carbó – Puente Maldonado – Obispo Maldonado – Carlos Pellegrini – San Jerónimo – Obispo Castellanos – Estados Unidos – Martin Cartechini – Pje. Sáenz Peña – Río Uruguay – Argandoña – Mario Bravo – Av. Renacimien- to – Cangallo – Alejo Bruix – Mariano Boedo – Agustín Garzón hasta Lola Mora.
ESPECIAL LA RESERVA: Vuelta redonda Ingreso a Feriar – Giro a la derecha Soldado Ramón A Cabrera – Giro a la Izquierda bordeando la reserva natural Parque San Martin – hasta Ingreso a Country la Reserva -regreso- bordeando la reserva natural Parque San Martin giro a la derecha por Soldado Ramón A Cabrera- Giro a la Izquierda Avenida del Piamonte- Retorno a colectora Oeste.